# ウルス・ボラト晋王
ウルス・ボラト晋王（1482年 - 1508年）は、オルドス部・トゥメンの晋王（ジノン）である。ダヤン・ハーンの次男。オルス・ボラド(ulus bolad)、オルス・バイフ(ulus bayiqu)とも表記する。

## 生涯
1482年、ダヤン・ハーンとマンドゥフイ・セチェン・ハトンとの間にトロ・ボラトと双子で生まれる。
1508年、右翼からオルドス部・トゥメンのハルハタン部のバイチュフル・ダルハン、ヨンシエブ・トゥメンのブリヤート部のジルグガタイ・メルゲン，トゥメト・トゥメンのモーミンガン部のドゴラン・アハラフら3人の貴族が30人の家来を連れて、ウルス・ボラトを右翼の晋王（ジノン）に立てるべくやって来た。ダヤン・ハーンとマンドゥフイ・セチェン・ハトンを始め、皆が同意したため、ウルス・ボラトはゴルラト部のババハイ・オルルクを従者に、晋王になるべく右翼へ向かった。到着すると、八白室（ナイマン・チャガン・ゲル：チンギス・カン廟）に拝礼し、ウルス・ボラトは晋王となった。しかし、よそから来た新たな主に不満を持ったヨンシエブのイバライ（イブラヒム）太師とオルドスのマンドゥライ・アハラフの2人が謀反を企み、シボーチン部のボルジョモルという者をそそのかし、翌朝、拝礼前のウルス・ボラト晋王が乗る馬をボルジョモルに奪わせた。ウルス・ボラト晋王は「放せ、後で話し合おう」と言ったが、ボルジョモルが手綱を放さないので彼を斬り殺した。これに対し、イバライ太師とマンドゥライ・アハラフの2人は言いがかりをつけてウルス・ボラト晋王を殺そうとした。バイチュフル・ダルハンらが止めようとするも、イバライ太師らは聞かず、両者は八白室において戦闘になった。この中でトゥメト部のバヤンマラトという者がイバライ太師の胸を射当てたが逃してしまい、ウルス・ボラト晋王は何者かに射殺される。

## 子孫
内モンゴルの歴史家ブヤンデルゲルは、『シラ・トージ』の記録は『蒙古源流』と同じだが、『アルタン・トプチ』も『アルタン・ハーン伝』もウルス・ボラト晋王がボデイとエムリグの父親であると信じていると指摘し、トロ・ボラトには息子がいない。 『アルタン・トプチ』などの書籍に記載されている記録は明代初期のものと同じである。
- ボディ・アラク・ハーン - ウルス・ボラトの長男（論争あり）
  - ダライスン・ゴデン・ハーン - ボディの長男
    - トゥメン・ジャサクト・ハーン - トゥメンの長男
      - ブヤン・セチェン・ハーン - ダライスンの長男
        - マングス・タイジ - ブヤンの長男
          - リンダン・ホトクト・ハーン - マングスの長男
- エムリグ・タイジ - ウルス・ボラトの次男（論争あり）

## 参考資料
- 吉田順一他『アルタン=ハーン伝訳注』（風間書房、1998年、ISBN 4759910824）
- 岡田英弘訳注『蒙古源流』（刀水書房、2004年、ISBN 4887082436）
- 宝音德力根（Buyandelger）「15世紀中葉前的北元可汗世系及政局」『蒙古史研究』第6輯、2000年